# 枋寮 (屏東縣大字)
枋寮，原寫為枋藔，是臺灣屏東縣枋寮鄉的一個傳統地域名稱，也是全鄉行政中心所在地，位於該鄉南部。相較於今日行政區，其範圍大致包括枋寮村、安樂村、中寮村、保生村不含最南端、隆山村，以及春日鄉春日村西南部古華社區一帶區域。

## 歷史
台灣日治初期，枋寮地區為一街庄，稱為「枋藔庄」，隸屬於港東下里。該庄北隔北勢溪及其支流與番仔崙庄、水底藔庄、內藔庄為界，東與蕃地為鄰，南邊為加祿堂庄，西邊臨台灣海峽。
1901年（日治明治三十四年）11月，全台設置二十廳，該庄隸屬於恆春廳。1909年（明治四十二年）10月，合併二十廳為十二廳，該庄改隸屬於阿緱廳。1920年（大正九年），廢十二廳改設五州二廳，該庄改制並雅化為「枋寮」大字，隸屬於高雄州潮州郡枋寮庄。
戰後枋寮庄改制為枋寮鄉，隸屬於高雄縣，大字亦改制為村。1950年高、屏分治，枋寮鄉改隸屬於屏東縣。

## 交通
- 台鐵枋寮車站
- 省道台1線
- 縣道185號

## 聚落
該地區發展較早的聚落有枋藔、北勢藔等，在日治期初期的官方地圖上已有記載。

## 學校
- 枋寮國小
- 僑德國小

## 廟宇
- 枋寮東龍宮
- 枋寮昭忠祠（白軍營淮軍義塚）
- 北勢寮保安宮